# 4-я гвардейская танковая бригада
4-я гвардейская танковая Минская Краснознамённая, орденов Суворова и Кутузова бригада (сокр. 4 гв. тбр) — танковая бригада Красной армии в годы Великой Отечественной войны.

## Формирование и организация
Приказом НКО № 20 от 24 января 1942 г. 132-я танковая бригада преобразована в 4-ю гвардейскую танковую бригаду.
24 июля 1945 г. переформирована в 4-й гвардейский танковый полк (в/ч № 35670) 2-й гвардейской танковой дивизии.

## Боевой и численный состав
24 января 1942 г. преобразована в гвардейскую по штатам № 010/303-010/310 от 09.12.1941 г.:
- Управление бригады [штат № 010/303]
- Рота управления [штат № 010/304]
- Разведывательная рота [штат № 010/305]
- 1-й отд. танковый батальон [штат № 010/306]
- 2-й отд. танковый батальон [штат № 010/306]
- Мотострелково-пулемётный батальон [штат № 010/307]
- Ремонтно-восстановительная рота [штат № 010/308]
- Автотранспортная рота [штат № 010/309]
- Медико-санитарный взвод [штат № 010/310]

17.03.1942 — 02.06.1942 переформирована по штатам № 010/345-010/352 от 15.02.1942 г.:
- Управление бригады [штат № 010/345]
- 1-й отд. танковый батальон [штат № 010/346]
- 2-й отд. танковый батальон [штат № 010/346]
- Мотострелково-пулемётный батальон [штат № 010/347]
- Противотанковая батарея [штат № 010/348]
- Зенитная батарея [штат № 010/349]
- Рота управления [штат № 010/350]
- Рота технического обеспечения [штат № 010/351]
- Медико-санитарный взвод [штат № 010/352]

Директивой НКО № УФ2/880 от 25.10.1942 г. переведена на штаты № 010/270-010/277:
- Управление бригады [штат № 010/270]
- 1-й отд. танковый батальон [штат № 010/271]
- 2-й отд. танковый батальон [штат № 010/272]
- Мотострелково-пулемётный батальон [штат № 010/273]
- Истребительно-противотанковая батарея [штат № 010/274]
- Рота управления [штат № 010/275]
- Рота технического обеспечения [штат № 010/276]
- Медико-санитарный взвод [штат № 010/277]

Директивой ГШ КА № орг/3/2386 от 01.05.1944 переведена на штаты № 010/500-010/506:
- Управление бригады [штат № 010/500]
- 1-й отд. танковый батальон [штат № 010/501]
- 2-й отд. танковый батальон [штат № 010/501]
- 3-й отд. танковый батальон [штат № 010/501]
- Моторизованный батальон автоматчиков [штат № 010/502]
- Зенитно-пулемётная рота [штат № 010/503]
- Рота управления [штат № 010/504]
- Рота технического обеспечения [штат № 010/505]
- Медсанвзвод [штат № 010/506]

## Подчинение
Периоды вхождения в состав Действующей армии:
- с 24.01.1942 по 28.10.1942 года.
- с 04.12.1942 по 24.07.1943 года.
- с 15.08.1943 по 24.04.1944 года.
- с 16.06.1944 по 09.05.1945 года.

| Дата            | Фронт (округ)         | Армия                  | Корпус                          | Дивизия | Бригада | Примечания |
| --------------- | --------------------- | ---------------------- | ------------------------------- | ------- | ------- | ---------- |
| 01.03.1942 года | Южный фронт           | 57-я армия             |                                 |         |         |            |
| 01.04.1942 года | Южный фронт           | 56-я армия             |                                 |         |         |            |
| 01.05.1942 года | Южный фронт           |                        |                                 |         |         |            |
| 01.06.1942 года | Южный фронт           |                        |                                 |         |         |            |
| 01.07.1942 года | Брянский фронт        |                        |                                 |         |         |            |
| 01.08.1942 года | Воронежский фронт     | 6-я армия              |                                 |         |         |            |
| 01.09.1942 года | Воронежский фронт     |                        |                                 |         |         |            |
| 01.10.1942 года | Воронежский фронт     | 6-я армия              |                                 |         |         |            |
| 01.11.1942 года | РВГК                  |                        |                                 |         |         |            |
| 01.12.1942 года | РВГК                  |                        |                                 |         |         |            |
| 01.01.1943 года | Юго-Западный фронт    |                        |                                 |         |         |            |
| 01.02.1943 года | Юго-Западный фронт    | 3-я гвардейская армия  |                                 |         |         |            |
| 01.03.1943 года | Юго-Западный фронт    |                        | 2-й гвардейский танковый корпус |         |         |            |
| 01.04.1943 года | Воронежский фронт     |                        | 2-й гвардейский танковый корпус |         |         |            |
| 01.05.1943 года | Воронежский фронт     |                        | 2-й гвардейский танковый корпус |         |         |            |
| 01.06.1943 года | Воронежский фронт     |                        | 2-й гвардейский танковый корпус |         |         |            |
| 01.07.1943 года | Воронежский фронт     |                        | 2-й гвардейский танковый корпус |         |         |            |
| 01.08.1943 года | РВГК                  |                        | 2-й гвардейский танковый корпус |         |         |            |
| 01.09.1943 года | Западный фронт        | 21-я армия             | 2-й гвардейский танковый корпус |         |         |            |
| 01.10.1943 года | Западный фронт        | 21-я армия             | 2-й гвардейский танковый корпус |         |         |            |
| 01.11.1943 года | Западный фронт        | 31-я армия             | 2-й гвардейский танковый корпус |         |         |            |
| 01.12.1943 года | Западный фронт        | 10-я гвардейская армия | 2-й гвардейский танковый корпус |         |         |            |
| 01.01.1944 года | Западный фронт        |                        | 2-й гвардейский танковый корпус |         |         |            |
| 01.02.1944 года | Западный фронт        |                        | 2-й гвардейский танковый корпус |         |         |            |
| 01.03.1944 года | Западный фронт        | 33-я армия             | 2-й гвардейский танковый корпус |         |         |            |
| 01.04.1944 года | Западный фронт        | 33-я армия             | 2-й гвардейский танковый корпус |         |         |            |
| 01.05.1944 года | РВГК                  |                        | 2-й гвардейский танковый корпус |         |         |            |
| 01.06.1944 года | РВГК                  |                        | 2-й гвардейский танковый корпус |         |         |            |
| 01.07.1944 года | 3-й Белорусский фронт | 11-я гвардейская армия | 2-й гвардейский танковый корпус |         |         |            |
| 01.08.1944 года | 3-й Белорусский фронт |                        | 2-й гвардейский танковый корпус |         |         |            |
| 01.09.1944 года | 3-й Белорусский фронт |                        | 2-й гвардейский танковый корпус |         |         |            |
| 01.10.1944 года | 3-й Белорусский фронт |                        | 2-й гвардейский танковый корпус |         |         |            |
| 01.11.1944 года | 3-й Белорусский фронт |                        | 2-й гвардейский танковый корпус |         |         |            |
| 01.12.1944 года | 3-й Белорусский фронт |                        | 2-й гвардейский танковый корпус |         |         |            |
| 01.01.1945 года | 3-й Белорусский фронт |                        | 2-й гвардейский танковый корпус |         |         |            |
| 01.02.1945 года | 3-й Белорусский фронт |                        | 2-й гвардейский танковый корпус |         |         |            |
| 01.03.1945 года | 3-й Белорусский фронт |                        | 2-й гвардейский танковый корпус |         |         |            |
| 01.04.1945 года | 3-й Белорусский фронт |                        | 2-й гвардейский танковый корпус |         |         |            |
| 01.05.1945 года | 3-й Белорусский фронт |                        | 2-й гвардейский танковый корпус |         |         |            |

## Командиры

### Командиры бригады
- Кузьмин Григорий Иванович, генерал-майор. 24.01.1942 — 19.04.1942 года[1]
- Копылов Георгий Иванович, полковник, ид, 00.04.1942 — 17.02.1943 года.
- Копылов Георгий Иванович, полковник,17.02.1943 — 25.02.1943 года.[2]
- Бражников Андрей Константинович, полковник, ид, 15.03.1943 — 07.05.1943 года.
- Бражников Андрей Константинович, полковник (30.11.1943 тяжело ранен),07.05.1943 — 30.11.1943 года.[3]
- Лосик Олег Александрович, подполковник, с 21.02.1944 полковник,01.12.1943 — 24.02.1945 года.[4]
- Федосеев Пётр Афанасьевич, полковник,25.02.1945 — 10.06.1945 года.[5]

### Заместитель командира бригады по строевой части
- Копылов Георгий Иванович, полковник, 24.01.1942 — 00.04.1942 года.
- Игонин Иван Георгиевич, полковник, 02.04.1943 — 00.11.1943 года.

### Начальники штаба бригады
- Товаченко Борис Петрович, майор, подполковник. 24.01.1942 — 16.06.1943 года.[6]
- Будрин Константин Григорьевич, майор, 16.06.1943 — 22.07.1943 года.[7]
- Мокрицкий Георгий Денисович, капитан, 22.07.1943 — 30.07.1943 года.[8]
- Писаревский Евсей Фейвелевич, подполковник, 30.07.1943 — 00.09.1943 года.[9]
- Козырев Иван Иванович, подполковник, 00.09.1943 — 23.09.1943 года.[10]
- Чепков Павел Павлович, майор, 23.09.1943 — 10.06.1945 года.[11]

### Начальник политотдела, заместитель командира по политической части
- Елисеев Пётр Михайлович, полковой комиссар, 24.01.1942 — 10.03.1942 года.
- Трахтенгерц Лемель Киселевич, ст. батальонный комиссар, с 23.11.1942 подполковник, 10.03.1942 — 16.06.1943 года.
- Сверчков Алексей Иванович, подполковник, 16.06.1943 — 01.12.1943 года.[12]
- Крыжановский Александр Андреевич, подполковник, 09.12.1943 — 28.01.1945 года.[13]
- Чегодарь Пётр Степанович, подполковник, 07.02.1945 — 03.08.1945 года.

## Отличившиеся воины
Герои Советского Союза:
| Награда | Ф.И.О                        | Должность                                                                             | Звание                    | Дата награждения                                                                           | Примечания                      |
| ------- | ---------------------------- | ------------------------------------------------------------------------------------- | ------------------------- | ------------------------------------------------------------------------------------------ | ------------------------------- |
|         | Лосик, Олег Александрович    | командир 4-й гвардейской танковой бригады.                                            | гвардии полковник         | Указ Президиума Верховного Совета СССР от 4.07.1944 года. Медаль «Золотая Звезда» № 3722.  |                                 |
|         | Митт, Сергей Михайлович      | командир взвода танков Т-34 1-го танкового батальона 4-й гвардейской танковой бригады | гвардии лейтенант         | Указ Президиума Верховного Совета СССР от 24.03.1945 года. Медаль «Золотая Звезда» № 7436. | Погиб в бою 26 июня 1944 года   |
|         | Фроликов, Дмитрий Георгиевич | командир взвода танков 3-го танкового батальона 4-й гвардейской танковой бригады.     | гвардии младший лейтенант | Указ Президиума Верховного Совета СССР от 24.03.1945 года.                                 | Погиб в бою 2 февраля 1945 года |
|         | Шаповаленко, Семён Тихонович | командир взвода 2-й роты мотострелково-пулемётного батальона                          | гвардии старшина          | Указ Президиума Верховного Совета СССР от 27.03.1942 года.                                 | Погиб в бою 7 февраля 1942 года |

 Кавалеры ордена Славы 3-х степеней:
- Анютенко, Николай Максимович, гвардии сержант, командир отделения моторизованного батальона автоматчиков 4-й гвардейской танковой бригады.

## Награды и наименования
| Награда, наименование              | Документ о награждении                | За что получена |
| ---------------------------------- | ------------------------------------- | --- |
| Почётное звание «Гвардейская»      |                                       | Присвоено Приказом Народного комиссара обороны СССР за проявленную отвагу в боях за Отечество с немецкими захватчиками, за стойкость, мужество, дисциплину и организованность, за героизм личного состава.                                  |
| Орден Красного Знамени             | Приказом от 23.07.1944 года.          | За успешное выполнение заданий командования в боях с немецкими захватчиками, за овладение столицей Советской Белоруссии городом Минск и проявленные при этом доблесть и мужество.                                                           |
| Почётное наименование «Смоленская» |                                       | Присвоено Приказом Народного комиссара обороны СССР за проявленную отвагу в боях за Отечество с немецкими захватчиками, за стойкость, мужество, дисциплину и организованность, за героизм личного состава при освобождении города Смоленск. |
| Орден Суворова II степени          | Указ Президиума ВС СССР от 12.08.1944 | За образцовое выполнение заданий командования в боях с немецкими захватчиками, за прорыв обороны немцев на реке Неман и проявленные при этом доблесть и мужество                                                                            |

## Тактические обозначения
Во 2-м гвардейском танковом корпусе тактическим знаком соединения являлась стрела с буквой кириллического алфавита над ней. Буква обозначала номер бригады: Л — 4-я гв. тбр, Б — 25-я гв. тбр, И — 26-я гв. тбр. Под «стрелой» наносили персональный тактический номер танка (Т-34-85 — «236»). С цифры «100» начинались номера танков 4-й гв. тбр, с цифры «200» — 25-й гв. тбр, с цифры «300» — 26 гв. тбр, хотя последнее правило не всегда соблюдалось.